# Zanthoxylum leprieurii
Zanthoxylum leprieurii är en vinruteväxtart som beskrevs av Guill. & Perr.. Zanthoxylum leprieurii ingår i släktet Zanthoxylum och familjen vinruteväxter. Inga underarter finns listade i Catalogue of Life.